# Residência Dahma
A Residência da Família Dahma é uma construção de uso residencial localizada no município brasileiro de São Carlos e que, de acordo com a Fundação Pró-Memória de São Carlos, possui interesse histórico no contexto urbano e arquitetônico do município.

## Arquitetura
Localiza-se dentro da Poligonal Histórica, no trecho B, na quadra 54, com fachada principal voltada a Oeste. Seu estado de conservação é ótimo, embora encontre-se modificada (condição de preservação). Construída em padrão arquitetônico eclético, no início do século XX (época estimada). Possui uso residencial destinado a habitação.
Trata-se de:
| “ | Edificações ecléticas geminadas, no alinhamento da calçada, com platibanda e porão baixo. Possuem como característica marcante o ritmo das fachadas, pontuadas por pares de janela e alterações de superfície, ora imitando tijolos, ora lisa, apresentando-se, nesse caso, ligeiramente recuada do restante do volume da construção. | ” |
|   | |   |

O Ecletismo chegou à cidade de São Carlos por conta da riqueza advinda do período cafeeiro e pela construção da ferrovia, a partir de 1884. Foi um período de expansão urbana do município. Além disso, grande número de trabalhadores imigrantes traziam consigo conhecimento de métodos construtivos europeus, que foram sendo incorporados às práticas construtivas locais. Construções em estilo Eclético eram símbolo de status social.

## Bem de interesse histórico
Entre 2002 e 2003, a Fundação Pró-Memória de São Carlos (FPMSC), órgão da prefeitura, fez um primeiro levantamento (não-publicado) dos "imóveis de interesse histórico" (IDIH) da cidade de São Carlos, abrangendo cerca de 160 quarteirões, tendo sido analisados mais de 3 mil imóveis. Destes, 1.410 possuíam arquitetura original do final do século XIX. Entre estes, 150 conservavam suas características originais, 479 tinham alterações significativas, e 817 estavam bastante descaracterizados. O nome das categorias das edificações constantes na lista alterou-se ao longo dos anos. 

A edificação de que trata este verbete consta como "Edifício declarado de interesse histórico e cultural" (categoria 3) no inventário de bens patrimoniais do município de São Carlos, publicado em 2021 pela Fundação Pró-Memória de São Carlos (FPMSC), órgão público municipal responsável por "preservar e difundir o patrimônio histórico e cultural do Município de São Carlos". A referida designação de patrimônio foi publicada no Diário Oficial do Município de São Carlos nº 1722, de 09 de março de 2021, nas páginas 10 e 11. De modo que consta da poligonal histórica delimitada pela referida Fundação, que "compreende a malha urbana de São Carlos da década de 40". A poligonal é apresentada em mapa publicado em seu site, onde há a indicação de bens em processo de tombamento ou já tombados pelo Condephaat (órgão estadual), bens tombados na esfera municipal e imóveis protegidos pela municipalidade (FPMSC).
| “ | Categoria 3: são edificações de especial interesse histórico-cultural, inscritas no Inventário de Bens Patrimoniais do Município, sendo proibida a demolição. Em caso de reformas nesses imóveis, devem ser preservadas a volumetria, fachadas e aberturas (portas e janelas), mediante aprovação do projeto pela Prefeitura Municipal, pela entidade e conselho municipal de defesa do patrimônio, e demais órgãos competentes, federais, estaduais e/ou municipais. | ” |
|   | |   |